# Манол Розов
Манол (Ноло) Николов Розов, с псевдоним Архир, е български революционер, войвода на Вътрешната македоно-одринска революционна организация.

## Биография
Роден е в 1878 година в костурското село Бобища, тогава в Османската империя, днес Верга, Гърция. Брат е на дееца на ВМОРО Михаил Розов.
Завършва Костурското българско третокласно училище, а след това учи в Солунската българска мъжка гимназия. В 1900 година Розов завършва Битолската българска класическа гимназия, в която членува в революционен кръжок.
При завръщането си от Гърция с товар оръжие заедно с Васил Чекаларов е заловен и затворен в Корча. След освобождението си от октомври 1902 година е учител в Бобища. От пролетта на 1903 година е в нелегалност и на Смилевския конгрес през пролетта на 1903 година е избран за член на Костурското горско началство. През Илинденското въстание оглавява Бобишката чета и участва в превземането на Клисура и това на Невеска. В края на август заедно с Иван Попов и Лазар Поптрайков е начело на отряда тръгнал към Леринско и Прилепско. Загива на 3 септември 1903 година в сражението на връх Сокол (Сокле) в планината Нидже над село Пожарско (днес Лутраки, Гърция).
Георги Константинов Бистрицки пише за него:
| „ | Манол Розов от с. Бобища, свършил курса на българската реална гимназия в гр. Солун, ръководител на Пополекол до въстанието, всецяло посветен на благото народно, геройски и славно умря в люто сражение с турските орди и не в родния си край, а по неволю, чак в Мориховските висоти при завоя на Черна. | “ |